# Ida Hjärne
Ida Hjärne, född Richert 16 maj 1822 i Umeå, död där 28 december 1891, var en svensk konstnär. På Nationalmuseum i Stockholm finns hon företrädd med ett porträtt av Johan Gabriel Richert, hennes far.
Hon var gift med Harald Hjärne, officer vid Skaraborgs regemente och militärförfattare, samt mor till Harald Gabriel Hjärne, svensk historiker.